# 田中龍馬
田中 龍馬（たなか りょうま、2001年12月28日 - ）は、日本の柔道家。佐賀県佐賀市出身。階級は66kg級。身長166cm。組み手は右組み。血液型はO型。得意技は背負投。弟は2022年の世界ジュニア73kg級で優勝した田中龍雅。

## 経歴
柔道は7歳の時に精道館道場で始めた。昭栄中学3年の時に全国中学校柔道大会の55kg級で優勝した。佐賀商業高校1年の時には全日本カデで3位になった。2年の時には全日本カデの66kg級で優勝した。3年の時にはインターハイで優勝した。2020年に筑波大学へ進学すると、2年の時には体重別決勝でパーク24の藤阪泰恒を隅落で破って、シニアの全国大会初優勝を飾った。グランドスラム・パリでは決勝まで進むと、藤阪を浮腰で破ってIJFワールド柔道ツアー初優勝を飾った。続くグランドスラム・バクーでは準決勝でモルドバのデニス・ビエルに技ありで敗れるも、3位決定戦で國學院大學4年の相田勇司を技ありで破って3位になった。2022年のグランドスラム・パリでは準決勝で韓国のアン・バウルに反則負けするも3位になった。3年の時には4月の体重別準決勝で世界チャンピオンであるミキハウスの丸山城志郎に技ありで敗れた。しかし、アジア大会代表には選ばれた。6月のグランドスラム・トビリシでは準決勝でビエルに崩上四方固で敗れたが3位になった。8月のアジア選手権では決勝でモンゴルのヨンドンペレンレイ・バスフーと対戦すると、技ありを先取しながら内股で逆転負けを喫して2位だった。12月のグランドスラム・東京では準々決勝で丸山と対戦すると、袖釣込腰で一旦は技ありを奪うも、それがヘッドダイビングと見なされ反則負けするなどして7位に終わった。4年の時には体重別の初戦で敗れた。ワールドマスターズでは準決勝でアンを崩袈裟固で破ると、決勝ではビエルを袖釣込腰で破って優勝した。アジア大会では準決勝でアンに反則勝ちすると、決勝ではヨンドンペレンレイを技ありで破って優勝した。体重別団体では決勝の明治大学戦で一本勝ちするなどしてチームの優勝に貢献して、優秀選手にも選ばれた。なお、団体戦メンバー7人のうち、弟の龍雅も含めて3人が田中姓だった。グランドスラム・タシケントでは準々決勝でイスラエルのバールーフ・シュマイロフに技ありで敗れると、敗者復活戦でも中立名義で出場したロシアのムラド・チョパノフに逆転負けを喫して7位に終わった。2024年4月からはSBC湘南美容クリニックの所属となった。体重別では決勝で明治大学4年の光岡岳人を14分以上の戦いの末に技ありで破って優勝した。今大会は73kg級で弟の龍雅も優勝したため、兄弟優勝となった。なお、世界選手権代表に選出された。5月の世界選手権では決勝まで進むと、パーク24の武岡毅を合技で破って優勝した。12月のグランドスラム・東京では準々決勝で藤阪に背負投で敗れるも、その後の敗者復活戦を勝ち上がって3位になった。2025年2月のグランドスラム・バクーでは決勝で武岡に反則負けを喫して2位にとどまった。4月からはJESエレベーターの所属に変わった。4月の体重別では初戦で天理大学3年の顕徳海利に技ありで敗れて、世界選手権代表には選ばれなかった。続くアジア選手権では決勝でウズベキスタンのザモシャリ・ベクムロドフを小内刈で破って優勝した。その直後に全日本選手権に推薦で出場するも、初戦で100㎏級の選手である筑波大学1年の平野匠啓に0－3の判定で敗れた。
IJF世界ランキングは5000ポイント獲得で2位（2024年4月21日現在）。

## 戦績
- 2016年 - 全国中学校柔道大会 優勝（55kg級）
- 2017年 - 全日本カデ 3位（55kg級）
- 2018年 - 全日本カデ 優勝
- 2019年 - インターハイ 優勝
- 2019年 - エクサンプロバンスジュニア国際 3位
- 2020年 - 講道館杯 7位
- 2021年 - 体重別 優勝
- 2021年 - グランドスラム・パリ 優勝
- 2021年 - グランドスラム・バクー 3位
- 2022年 - グランドスラム・パリ 3位
- 2022年 - 体重別 3位
- 2022年 - グランドスラム・トビリシ 3位
- 2022年 - アジア選手権 2位
- 2022年 - グランドスラム・東京 7位
- 2023年 - ワールドマスターズ 優勝
- 2023年 - アジア大会 優勝
- 2023年 - 体重別団体 優勝
- 2024年 - グランドスラム・タシケント 7位
- 2024年 - 体重別 優勝
- 2024年 - 世界選手権 優勝
- 2024年 - グランドスラム・東京 3位
- 2025年 - グランドスラム・バクー 2位
- 2025年 - アジア選手権　優勝

（出典、JudoInside.com）